# Elise Roels
Elise Roels (5 april 1998) is een Vlaamse actrice.

## Biografie
Roels volgde voltijds les aan BIM-SEM te Mechelen en deeltijds kunstonderwijs dictie, voordracht en drama in het Conservatorium van de stad. Sinds 2008 speelt ze bij het theatergezelschap Theater Korenmarkt. In april 2013 had ze een theaterrol in Satergetater. In oktober 2015 speelde ze mee in "om nooit te vergeten", een toneelstuk uitgevoerd in Theater Korenmarkt. In april 2016 vertolkte ze een hoofdrol in De meeuw van Anton Tsjechov. In 2017 had ze een rol in 'Ware Liefde' van Theater De Peoene in Mechelen en later dat jaar was ze ook te zien in Kaatje is verdronken, een stuk van Alex Van Warmerdam.
Sinds 2012 doet Roels mee in de televisieserie Thuis. Dat jaar werd een nieuw gezin in de serie geïntroduceerd. Roels speelt Emma Van Damme, de dochter van dokter Judith Van Santen (gespeeld door Katrien De Ruysscher) en Kurt Van Damme (gespeeld door Dries Vanhegen) en de zus van Stan Van Damme (aanvankelijk gespeeld door Jannes Coessens, sinds 25 april 2019 door Lennart Lemmens). In 2018 speelde ze ook mee in de Thuis-spin-off Secrets.

## Filmografie
- 2012-2021, 2024-heden: Thuis als Emma Van Damme
- 2018: Secrets als Emma Van Damme